# Sofie Alnor
Sofie Alnor (født 27. maj 1995) er en dansk håndboldspiller som spiller venstre fløj for Nykøbing Falster Håndboldklub. Hun har tidligere optrådt for sin barndomsklub TMS Ringsted og for Skanderborg Håndbold. Som ungdomsspiller vandt hun U18 DM med HØJ Håndbold i 2013 sammen med bl.a. Nadia Offendal, Christina Elm og Frederikke Gulmark. Hun var en del af holdet der sikrede Skanderborg Håndbold oprykning til HTH Go Ligaen i sæsonen 2017/2018.